# 桑托 (卡尔瓦多斯省)
桑托（法語：Cintheaux，法語發音：[sɛ̃to] ⓘ）是法国卡尔瓦多斯省的一个市镇，属于卡昂区。

## 地理
桑托（49°3'19"N, 0°17'32"W）面积7.58 平方千米，位于法国诺曼底大区卡爾瓦多斯省，该省份为法国西北部沿海省份，北濒大西洋英吉利海峡，东北与滨海塞纳省以海上边界相接，东临厄尔省，南至奧恩省，西与芒什省接壤。
与桑托接壤的市镇（或旧市镇、城区）包括：莱兹河畔布雷特维尔、科维库尔、弗雷内勒皮瑟、勒卡斯特莱、瓦朗布赖。

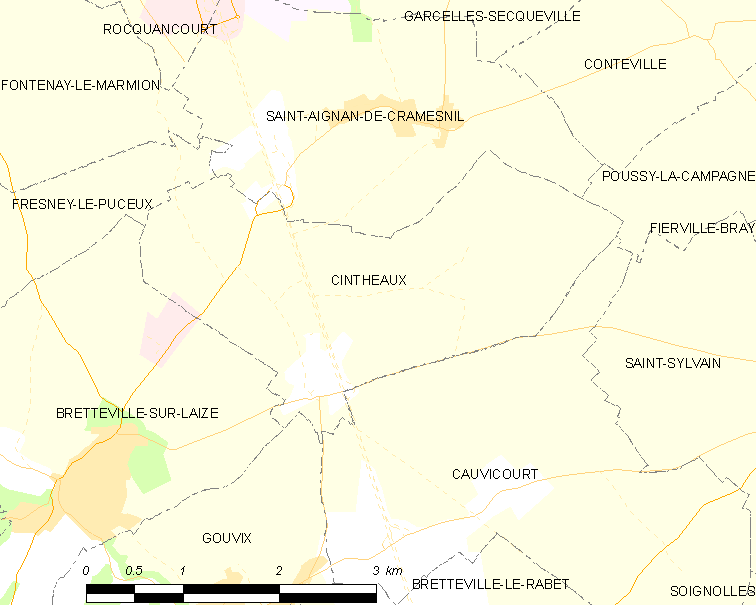
的OSM定位图

桑托的时区为UTC+01:00、UTC+02:00（夏令时）。

## 行政
桑托的邮政编码为14680，INSEE市镇编码为14160。

## 政治
桑托所属的省级选区为勒奥姆县。

## 人口

1962-2008年间人口变化图示

桑托于2022年1月1日时的人口数量为176人。